# よい国
『よい国』（よいくに）は、1994年にフジテレビと東海テレビの2局で放送されたバラエティ番組。フジテレビでの放送時間は毎週水曜 24:45 - 25:15 (JST) 、関東ローカルの深夜番組放送枠『JOCX-TV2』で放送。東海テレビでの放送時間は毎週水曜 24:25 - 24:55 (JST) 。

## 概要
日本列島南方に突如浮上した島に成立した国家「よい国」の国王ヨイI世が、よい国の法律がまだ制定していないので、家庭教師“たま”の指導を受けながら、世界各国の法律をもとに自国の法律を制定してゆくという内容の番組。

### よい国の基礎データ
- 面積 37万77.49 km2
- 人口 1億2,395 万人
- 国旗は、日の丸の丸の中に戯画化した国家元首ヨイI世の肖像をあしらったもの。
- 国章は、よい国の国土たる島の形を模したもの。島は陰茎の形に似ている。
- 国歌もあり、番組冒頭で厳かに演奏されると共に、編曲された国歌が王宮の中でバックミュージックとして流れている。
- 通貨単位はヨイ。補助単位はなし。
- 絶対君主制国家である。ゆえに議会は無い。
- 国民は、世界各国から移住してきた様々な国の人々からなる。ヨイI世自身も日本国からの移民。またヨイI世やたまが「よい国」に居ながらにして他国の法律を参考に出来るのは彼らのおかげ。
- ヨイI世の発案により手品部隊という特殊部隊を抱えている。

## 番組内のキャラクター

### 王宮に登場する人物
ヨイI世 - ショパン猪狩
1994年、日本国南方500kmの地点に突如浮上した島にできた王国「よい国」の国王にして国家元首。よいI世とも表記する。どうして国王に即位できたのかといった経緯は一切不明だが、家庭教師たまとの話の節々から、元々は日本国でホームレスに近い生活をしていたことが窺える。上半身は羽織を一枚羽織っただけで下は裸の、「レッドスネーク、カモ〜ン」の芸をするときと同じ格好をしておりターバンには「よい国の国土を模したシンボル」を付けている。
金色に輝く椅子にふんぞり返りながら、家庭教師たまと共に世界各地の法律を研究し、自国の法律の策定を画策するも、報告VTR視聴中に飽きてしまい、秘書らを相手に手品を始めたり、「ああおいちぃ、おいちーなー」などといいながらスイーツを賞味するのが常で、その都度たまに法律採択の決定をせかされる。
たまに気があるようで、よくちょっかいをかけるがその都度たまパ〜ンチのお見舞いを喰らう。
家庭教師たま - 緒川たまき
日本からよい国に呼ばれて来た、若い美人の女性家庭教師。彼女のみ「よい国」の国民ではなかったが最終回においてある事件を契機に帰化する。前歴や呼ばれた経緯などは不明だが、自分の後任に中曽根康弘、マーガレット・サッチャーといった名を挙げていることから相当な役職にあったらしい。ヨイI世からの相談に応じて、世界各国の法律を知る情報員を通じて法律データを収集し、「よい国」の法律策定に力を貸す。秘書(ロイクー)に指示を出すときやシスターズに法律の公布を命じるとき、「よい国の国土を模したシンボル」と同型の指示棒を伸ばす。ヨイI世の悪ふざけが過ぎると必殺技たまパ〜ンチを喰らわす。
フィフティハリケーンシスターズ、F.H.S. - 五十嵐五十鈴、五十嵐美鈴
ヨイI世が法律を策定すると、登場テーマ曲にあわせてどこからともなく現れ、コスプレ衣装に身を包んでひとしきり踊りを披露した後、二人でハモりながらそれを唱和して公布する五十鈴と美鈴の双子の姉妹。スケバン、関取、チャイナドレスなど毎回何の脈絡もなくコスプレ衣装が変わり、登場テーマ曲もそれに合わせて変わる。法律の公布はよい国では重要な儀式らしく、彼女らが登場するとヨイI世を含め、王宮に居並ぶ人物は総起立する。
番組途中からコンビ名がF.H.S.に変わるが、どちらのコンビ名も「五十嵐姉妹」をそのまま英語に直訳したそれに由来している。放送後期に入ると番組の終わりにクイズを出題することがあったが、その問題は二人が例の如く踊りながらくるくると回って突如止まり「さて、どちらが五十鈴でしょーか？」といった他愛のないものだった。
秘書(ロイクー・ポップ・ジンガイ) - サムエル・ポップ・エニング
スーツ姿の黒人男性。たまから指令を受け、デスクトップパソコンを操作し情報員が集めた各国の法律データを引き出す。大きななりをしながらも、気は弱い。名前は「黒い外人ポップ」のアナグラム。
兵士(パツキン・シェリー・ジンガイ) - シェリー・スゥエニー
軍服を身にまとい(でも足はなぜか素足である)、いつも自動小銃を持ちヨイI世の傍らに控えているブロンドの白人女性。右腕にはMPの腕章を巻いている。秘書(ロイクー)の妻もしくは愛人らしく、よく二人でじゃれあっている。名前は「金髪外人シェリー」のアナグラム。

### 各国の法律を報告する情報員
アメリカ合衆国：アメリカ人 スティーブン・ジョーンズ
「はぁーい、王様。アメリカ人です。どぅーゆーのぅあめりか?ハッハッハー」の台詞で登場する。いつも白いTシャツを着て、片手にはいつも缶コーラを握っている。バックにはワシントン・ポスト マーチが延々と流れる。出身国同様、その態度がかなりでかい。アメリカ合衆国としては、彼以外にアラスカ州のイヌイット トド・ニク・クウヨも登場した。
イギリス：イギリス人 ジョン・チャールストン
「これは王様。イギリス紳士でございます」の台詞で登場。情報員中、彼だけはなぜかイギリス人とは称さずイギリス紳士と称する。三つ揃えの背広にシルクハット、蝙蝠傘の、ステレオタイプな英国紳士そのままの格好をしている。
イタリア共和国：イタリア人 アントニオ・アルマーニ
「ぼんじょ〜るのぉ〜。王様。い〜たりあ人で〜す」の台詞と共に毎回スパゲティを食べながら登場し、直後に「すーぱげってぃ、ぺすかとぉ〜れ〜！」などと絶叫する。やたら巻き舌を駆使する。名はイタリアの著名な服飾デザイナーにちなんでいる。
イラン・イスラム共和国：イラン人 ハミッド・モハメド
「あいなー、王様。イラン人でっせー」の台詞とともに登場。
この他イラク人、サウジアラビア人、クウェート人、アラブ首長国連邦人が登場したが、これらアラブ系の人々はみな関西弁を喋り、みな同じアラブの民族服をまとっており俳優も同一人物だったので見分けがつかなかった。
インド共和国：インド人 ダイバ・ガンジー
「ナマステ〜。王様、インド人で〜す。」の台詞で登場。インド人には珍しいイスラム教徒で、頭にターバンを巻いており、いつもカレーを食べている(日本人のインド人に抱くステレオタイプイメージに忠実に従っているだけ、との話もある)。名は提婆達多とマハトマ・ガンジーに由来。
オーストラリア連邦：オーストラリア人 クリス・トリス
コアラのぬいぐるみを抱えて登場。登場時には「コアラはとってもかわいいねー」と言い、その直後に「コノヤロコノヤロ」と言いながら拳でそのぬいぐるみを殴りつける。
カナダ：カナダ人 ベン・ジョンソウジ
登場時にはなぜか必ず「カナダからの手紙」が流れ、彼自身も「らぁぶれた〜ふろぉ〜む、かなぁだぁ〜っ、王様、カナダ人で〜す」と、その歌を歌いながら登場した。大柄な黒人男性で、VTR中で法律を紹介しながら、なぜか執拗に手にした大きなハートの付いた手紙に頬ずりしたり、キスを繰り返したりした。
名と大柄な黒人というキャラの設定は、カナダ人の元短距離走選手ベン・ジョンソンをモデルにしている。
ヨイI世退位後は、「よい国」の大統領選に出馬した。
ギリシャ共和国：ギリシャ人 アレクシス・アレクサンドリス
月桂冠を被り、右肩を出した白い一枚布を着込んだ、古代ギリシャの若い男性の格好をしている。やたらと文末に「マッチョ～」と入れる。
大韓民国：韓国人 金大銀
毎回キムチを食べながら登場し「キムチカライネー」の台詞を発する。辛くて暑いのか、いつも半袖シャツ姿である。名は金大中に由来。
朝鮮民主主義人民共和国人も一度だけ登場した（朝鮮民主主義人民共和国人 金子精）が、キャラの設定はまるっきり異なっていた。
ジャマイカ：ジャマイカ人 ガンジャ・キメテール
常にハイな状態で登場し「なんだかとっても気持ちがいい」などと連発。ガンジャとはジャマイカで大麻のことで放送当時(2007年現在もなお)のジャマイカではマリファナは全くの合法であった。
シンガポール共和国：シンガポール人　タム・ソーロー
矢印でポールと示された死体と共に登場した(死んだ+ポール⇒シンガポール)。キャラ設定同様、かなり投げやりな態度を取る。
スイス連邦：スイス人
アルプスの少女ハイジのテーマをもじった「ヨォーロォ、ロォーロォ、レリッホー、ぼくスイス人」の台詞で登場。スイス人なのに、なぜかチロルの民族衣装である。金融関係の法律を策定する回では一度の放送中に2度も登場した。
スペイン王国：スペイン人
闘牛士の格好をしている。
タイ王国：タイ人 オカーシ・ラツキー
尾頭付きの鯛を持ったムエタイ選手。
中華人民共和国：中国人 李沢東
「ニーハオー王様、中国人アルヨー」の台詞で登場。その後もなぜかずっと協和語で通す。奇術師のゼンジー北京に似通った格好をしている。名は毛沢東に由来。
中国では台湾人や香港人(まだ返還前だった)も希に登場した。
ドイツ連邦共和国：ドイツ人 ヨハネス・ワイツベッカー
「ドイツのビールはおいしいよ。うーん、さすが」と言いながら直後に日本のビールのブランド名を出して褒め称える。名は旧西ドイツの大統領だったリヒャルト・フォン・ヴァイツゼッカーにちなんでいる。
日本国：ニッポン人 鈴木一郎 - 築出静夫
「どうもどうも王様、すいませーん。ニッポン人です、すいませーん」の台詞で登場する。登場時には必ず箏で演奏したさくらさくらが流れる。くたびれたスーツに黒ぶち眼鏡、髪を七三分けにして首からカメラをぶらさげたその格好や、やたらと「すいませーん」を連発するその態度は、1970年代から1980年代の欧米人が抱いていた日本人旅行者のステレオタイプそのものである。イメクラやキャバクラといった風俗が大好きで、最後には自身の風俗体験談を交えた下ネタを披露し、「ウヒョヒョヒョヒョヒョ、すいましぇ〜ん」という奇妙な笑い声をあげて紹介を終わる。稀に家族(妻と息子)が同時に出演することがあった。最終回にクーデターを起こす。
法律紹介のVTRでは毎回必ず、それもなぜかいつも最後に登場した。名前は1970年代 - 1980年代に日本で一番多いとされていた苗字「鈴木」に、これまた男性名としてポピュラーな「一郎」を組み合わせたもので、著名な野球選手にちなんだものではない。
ハンガリー共和国：ハンガリー人 ハーラ・ヘリンコ
ハゲた中年のオヤジ。「王様、ハンガリー人です。朝から素うどんしか食べてませ〜ん」という台詞とともに登場。
東欧諸国は日本に馴染みがなく、出身の著名人も少ないのでこのような一見投げやりとも思える奇妙なキャラクターが多出した。
ブラジル連邦共和国：ブラジル人 カルロス・サンターナ・アルシンド
なぜかいつもサッカーボールを持っている。登場時にはJリーグのテーマが流れた。
フランス共和国：フランス人 ピエール・ドロン
「ボンジュール、王様。フランス人です」の台詞で登場。なぜかいつもフランスパンを抱えておりバックには軽めのシャンソンが流れる。名はアラン・ドロンに由来。
スイス人、ベルギー人、オランダ人、ノルウェー人も同じ俳優がメイクを変えて演じていた。
ロシア連邦：ロシア人 ホリスキー・チェルネンコフ
毛皮帽に毛皮のコートを着込んだ壮年男性。やたら巻き舌を駆使する。登場時には合奏曲のトロイカが流れた。名は旧ソ連のコンスタンティン・チェルネンコ書記長に由来。
先生‐築出静夫
報告VTR中の、世界各国の法律や行政制度についての解説を補填するコーナーに女性レポーターと共に声のみ登場。
世界のあらゆる法律や行政制度に通じている専門家との触れ込みだが、自分の話ばっかりしてまともな解説をしたためしがない。
女性レポーター‐緒川たまき
報告VTR中の、世界各国の法律や行政制度についての解説を補填するコーナーに先生とともに声のみ登場。
先生の解説が至らないので、肝心な補填知識の紹介は結局のところ彼女がしている。

## 演出
- 片岡K
- 各国の法律を紹介するVTRにおいて、ある国の法律紹介から別の国のそれへ変わる合間には、時おり以下のようなまったく無関係の映像が流れた。
  - 咆哮するライオン
  - ジャイアントパンダの交尾姿
  - 老朽化したビル爆破解体の遠望
  - 湾岸戦争時の米軍艦艇からの艦砲射撃
  - 地対空ミサイル発射の様子
  - 水爆実験のキノコ雲
  - 台所に立ち包丁とまな板でしきりに何かを切る主婦の後姿
  - 手回しの鉛筆削り機で鉛筆を削る様子
  - すり鉢でゴマを摺る様子
  - 床に落下した磁器が割れる瞬間
  - 鐘を撞く僧侶

## 主なスタッフ
- 企画：鈴木吉弘（フジテレビ）、齋藤秋水（フジテレビ）
- 構成：高瀬真尚、古井知克
- 技術協力：ライズカンパニー、オムニバスジャパン
- グラフィック：秋山具義
- 編集：石山新、石川浩通
- MA：飯野和義
- 音響効果：成岡知弘
- プロデュース：小島美佳（ジーワン）
- 演出：片岡K
- 制作：フジテレビ、ジーワン

## サブタイトル
|     | サブタイトル | 放送日     |
| --- | ------------ | ---------- |
| 1.  | 結婚制度     | 1994/10/12 |
| 2.  | 罪と罰       | 1994/10/19 |
| 3.  | 自動車制度   | 1994/10/26 |
| 4.  | わいせつ基準 | 1994/11/02 |
| 5.  | ゴミ対策     | 1994/11/09 |
| 6.  | 選挙制度     | 1994/11/16 |
| 7.  | 国営事業     | 1994/11/23 |
| 8.  | 性教育       | 1994/11/30 |
| 9.  | 相続制度     | 1994/12/14 |
| 10. | ギャンブル   | 1994/12/21 |
| 11. | 税金         | 1995/01/11 |
| 12. | ドラッグ     | 1995/01/25 |
| 13. | 休日・休暇   | 1995/02/01 |
| 14. | 裁判         | 1995/02/08 |
| 15. | 死           | 1995/02/15 |
| 16. | 教育         | 1995/02/22 |
| 17. | 軍隊         | 1995/03/01 |
| 18. | 金融         | 1995/03/08 |
| 19. | テレビジョン |            |
| 20. | 国家         |            |

## 関連書籍
- 高瀬真尚『よい国 世界の法律・制度まるごとガイド』
  - 1996年、イーストプレス、ISBN 4872570731（ISBN 9784872570731）

## オープニング・エンディング
- オープニング：よい国国歌
- 前期エンディング：STILL BE YOUR GIRL （カヒミ・カリィ）
- 後期エンディング：DIS-MOI QUELQUE CHOSE AVANT DE DORMIR （カヒミ・カリィ）